# Abs (Familienname)
Abs ist ein deutscher Familienname.

## Herkunft und Bedeutung
Abs ist eine patronymische Bildung (starker Genitiv) zu Abbe oder Abt.

## Namensträger
- Carl Abs (1851–1895), deutscher Ringer
- Hermann Josef Abs (1901–1994), deutscher Bankmanager
- Hermann Josef Abs (Erziehungswissenschaftler) (* 1968), deutscher Erziehungswissenschaftler
- Irmgard Abs-Wurmbach (1938–2020), deutsche Mineralogin und Hochschullehrerin
- Johann Christian Josef Abs (1781–1823), deutscher Pädagoge
- Josef Abs (Indologe) (1889–nach 1935), deutscher Indologe
- Josef Abs (Manager) (1862–1943), deutscher Manager, Rechtsanwalt und Direktor
- Otto Abs (1891–1966), deutscher Mediziner